# Pachygrapsus gracilis
Pachygrapsus gracilis is een krabbensoort uit de familie van de Grapsidae. De wetenschappelijke naam van de soort is voor het eerst geldig gepubliceerd in 1858 door Saussure.